# ヌプントムラウシ温泉
ヌプントムラウシ温泉は、北海道上川郡新得町にある温泉。沼ノ原温泉（ぬまのはらおんせん）ともいう。北海道にある野湯の一つ。
地名語源は、アイヌ語で「山の方にあるトムラウシ」の意。トムラウシの語源は、アイヌ語の「トㇺラ・ウㇱ・イ」（緑色の藻の一種が群生するところ）、あるいは「水垢のあるところ」に由来するとされる。
2017年現在は林道の中間地点が完全崩落、崩落手前に倒木もあり徒歩でしか行く事はできない。
水温調整の水バルブが壊れて水温は高めであるが2016年度の台風の影響で湯船が埋まっている可能性有り。
また、アクセスする林道も途中にヒグマの糞があったりとヒグマの生息圏内であることから徒歩でのアクセスも十分な注意が必要である。

## 泉質
- 含硫黄 - ナトリウム - 塩化物・炭酸水素塩泉（アルカリ性低張性高温泉）（旧泉質名：含食塩・重曹 - 硫黄泉）
  - 源泉温度 91.9℃、pH 9.1（アルカリ性）、湧出量 88L/min[1]

## 温泉施設
ヌプントムラウシ川の河原にある噴泉塔から湯と蒸気が交互にから噴き出している。
新得町によって設けられた更衣室と混浴の露天風呂がある。沢水も引き込まれており、適温となるよう加水して入浴する。
整備された浴槽以外でも、付近の河原を掘れば温泉が湧き出す箇所が多く、川水と調整して自分独自の野湯を楽しむ事が出来る。
夏はアブが多い。

## 歴史・登山
かつては登山者や林業従事者しか知らない秘湯で、営林署が建てた山小屋は2016年度は健在。この温泉が広く知られるようになったのは温泉評論家の松田忠徳が著書で紹介してからである。
松田忠徳の著書で最初に紹介された当時は河原には何もなく、自分で河原を掘って湯船を作って入浴するという秘湯ぶりで、しかも途中の林道も橋が落ちている箇所があり、四輪駆動車で渡河しないとたどり着けないという状態だった。その後1992年（平成4年）新得町が林道、更衣室、露天風呂を整備した。現在でも崖崩れや川の増水などで近付けなくなるときもあり、ヒグマに出会う可能性もある。
温泉からは登山道が沼ノ原湿原まで伸びている。所要時間は夏場の登山経験者の場合で片道4 - 5時間ほどだがあまりよく使われるコースではない。

## アクセス
新得町屈足からトムラウシ温泉へ向かう道道718号線を北上し、温泉の手前約6kmの「曙橋」の手前で右側の林道に。そこから約15km未舗装林道を走る。